# Есеница (язовир)
„Есеница“ е язовир в Община Вълчи дол, област Варна, България.
Язовирът е разположен на 1 км западно от село Есеница, община Вълчи дол. Построен е на река Дулапдере/Долапдере (Янъкдере). Той е общинска публична собственост.

## Параметри
- Водна площ – 67 807 кв. м
- Обем на язовира – 122 000 куб. м
- Височина на стената – 8 м
- Дължина на стената – 82 м
- Дължина на преливника – 18 м
- Преливна височина – 0,82 м